# Vuelve junto a mí
«Vuelve junto a mí» es una canción de corta promoción de la artista mexicana Paulina Rubio e incluido en su segundo álbum de estudio, 24 kilates. Pese a que no es considerada como un sencillo oficial, la canción se publicó en las estaciones de radio en Estados Unidos durante la primavera de 1994 bajo la discográfica EMI Capitol.
En la lista musical Hot Latin Tracks de las revistas estadounidense Billboard se ubicó en la posición Nº20.